# 張叔豫
張叔豫，字顺动，号忍庵，江西永新縣人，明朝政治人物。

## 生平
永樂三年（1405年）中式江西鄉試第一名舉人（中解元）。永樂四年（1406年）聯捷丙戌科進士。選為翰林院庶吉士，參與編撰《永樂大典》。
有學生刘如贵、彭学用、刘邦善、戴礼、欧阳奎、陈至中等。